# Anthony Mandréa
Anthony Mandréa (* 25. Dezember 1996 in Grasse) ist ein französisch-algerischer Fußballspieler, der bei SM Caen unter Vertrag steht.

## Karriere

### Verein
Mandréa begann seine fußballerische Ausbildung bei der US Pégomas, wo er von 2002 bis 2009 spielte. Anschließend wechselte er in die Jugendakademie des OGC Nizza. Am 3. November 2013 (12. Spieltag) wurde er gegen Girondins Bordeaux in der 51. Minute für David Ospina eingewechselt und gab somit sein Ligue-1-Debüt. Damit wurde er mit 16 Jahren und zehn Monaten der jüngste Torhüter in der Ligue 1. Bis zum Sommer 2016 spielte er in elf Spielen für die zweite Mannschaft und kam sonst zu keinen Einsatzminuten. Anschließend wechselte er zum Ligakonkurrenten SCO Angers. In der Saison 2016/17 spielte er sechsmal für die zweite Mannschaft von Angers und stand mehrmals im Kader der Profis. Nach einer Spielzeit unterzeichnete er dort seinen ersten Profivertrag. In der darauf folgenden Spielzeit war es ähnlich, er kam aber zu einem Einsatz in der Coupe de la Ligue. Auch 2018/19 war er nur mehrere Mal im Spieltagskader der Profis. In der Saison 2019/20 wurde er erneut in die zweite Mannschaft beordert und spielte dort in der vierten Liga 15 Mal. Für die Saison 2020/21 wurde er in die National an SO Cholet verliehen. Dort spielte Mandréa 32 Mal und spielte zehnmal zu null und wurde zum Torhüter der Saison gewählt. Am 21. März 2022 (29. Spieltag) stand er bei einem 1:0-Sieg gegen Stade Brest in der Ligue 1 zwischen den Pfosten und blieb bei seinem Vereinsdebüt direkt ohne Gegentor. Im Sommer 2022 wechselte der Franzose zu SM Caen in die Ligue 2.

### Nationalmannschaft
Im Oktober 2013 spielte er einmal im Trikot der französischen U18-Nationalmannschaft. Im Juni 2022 wechselte er den Verband und debütierte für die algerische A-Nationalmannschaft.